# Dunja Zdouc
Dunja Zdouc [⁠zdoʊts] (* 3. Jänner 1994 in Klagenfurt am Wörthersee, Kärnten) ist eine österreichische Biathletin. Mit einer Silbermedaille bei Weltmeisterschaften und mehreren Medaillen bei internationalen Juniorenmeisterschaften gehört sie zu den erfolgreichsten Biathletinnen ihres Heimatlandes.

## Sportliche Laufbahn

### Anfänge und sofortiger Erfolg im Weltcup
Ihr internationales Debüt gab Dunja Zdouc bei den Jugendweltmeisterschaften 2011 in Nové Město na Moravě, wo ein 17. Rang im Einzel bestes Ergebnis war. 2013 konnte sie in Obertilliach mit Platz sieben im Verfolgungsrennen ein erstes Top-Ten-Ergebnis bei einer Jugend-WM erreichen und bestätigte dies 2014 mit dem zehnten Rang im Verfolgungsrennen. Mit Susanne Hoffmann und Lisa Hauser gewann sie im Staffelrennen zudem die Bronzemedaille. Ebenfalls Bronze gewann die Österreicherin im Verfolgungsrennen der Junioreneuropameisterschaften in Nové Město na Moravě, nachdem sie schon zuvor Neunte des Sprints und Achte des Einzels wurde.
Ihr erstes Rennen bei den Frauen bestritt Zdouc auf internationaler Ebene im Dezember 2012 und belegte beim IBU-Cup-Sprint von Ridnaun den 54. Platz. Ende 2013 gewann sie in Beitostølen als 27. eines Einzels daraufhin erste Punkte. In Ruhpolding gelang ihr im folgenden Januar an der Seite von Iris Schwabl, David Komatz und Sven Grossegger im Mixedstaffelrennen erstmals eine Podiumsplatzierung im IBU-Cup. Im Verlauf des Winters bekam die Österreicherin in Hochfilzen und Antholz auch ihre ersten Einsätze im Weltcup und schloss die Staffelrennen an der Seite von Katharina Innerhofer, Lisa Hauser und Iris Schwabl respektive Fabienne Hartweger als 16. ab. Ihre ersten Einzelrennen folgten zu Beginn der Saison 2014/15 in Östersund, wo sie durchaus überraschend im Verfolgungsrennen mit einem 33. Platz erstmals Weltcuppunkte gewann und dies im Verlauf der Saison zwei weitere Male wiederholte. Auch mit der Staffel feierte sie Erfolge und wurde in Oberhof mit Hauser, Innerhofer und Simone Kupfner Siebte, beim Mixedwettkampf in Nové Město na Moravě resultierte Platz 8. Zdouc durfte in diesem Winter auch noch bei Nachwuchsrennen starten und krönte sich bei den Junioreneuropameisterschaften in Otepää mit zwei Silber- und eine Bronzemedaille zur zweiterfolgreichsten Athletin. Kurz darauf verfehlte sie bei den Juniorenweltmeisterschaften in Minsk im Einzelrennen um acht Sekunden den Bronzerang. Als Belohnung für die gute Saison durfte die Österreicherin am Saisonende bei den Biathlon-Weltmeisterschaften 2015 in Kontiolahti starten und unterbot mit den Platzierungen 17, 22 und 30 in den Individualbewerben alle bisherigen Bestmarken deutlich. Dies resultierte in der Qualifikation für ihren ersten Massenstart, den sie als drittjüngste Starterin auf Rang 29 abschloss.

### Weltcupmittelfeld und erste Olympische Spiele
Am Anfang der Saison 2015/16 gehörte Zdouc zum festen Aufgebot der österreichischen Mannschaft für den Weltcup, nach mehreren Rennen, die sie auf hinteren Platzierungen beendete, nahm sie im Januar 2016 nur am Sprint in Ruhpolding teil und bestritt in Ridnaun zwei Rennen im zweitklassigen IBU-Cup. Bei den Weltcuprennen in Canmore und Soldier Hollow gelangen ihr die einzigen Punktgewinne des Winters sowie ein neunter Platz mit der Staffel. Trotzdem wurde Zdouc für die Teilnahme an den Weltmeisterschaften in Oslo nominiert. Dort nahm sie – mit Ausnahme des Massenstarts, für den sie sich nicht qualifizieren konnte – an allen Einzel- und Staffelrennen teil. Ihr bestes Ergebnis bei den Titelkämpfen war ein durchaus überraschender fünfter Platz in der Mixedstaffel gemeinsam mit Lisa Hauser, Simon Eder und Dominik Landertinger, bestes Individualresultat war Rang 28 im Verfolger. Den Folgewinter bestritt die Österreicherin zunächst im zweitklassigen IBU-Cup, nach guten Ergebnissen – Rang 6 im Sprint von Ridnaun – später auch im Weltcup, wurde aber trotzdem für die Heimweltmeisterschaften in Hochfilzen nominiert. Dort traf sie im Einzelwettkampf über 15 km als eine von nur drei Athletinnen alle zwanzig Scheiben und klassierte sich auf dem 11. Rang, im Staffelrennen wurde die österreichische Damenmannschaft nach einem Nachladefehler durch Julia Schwaiger disqualifiziert.
Im Winter 2017/18 ging Zdouc wieder meist im Weltcup an den Start, konnte aber vor allem aufgrund schwacher Laufleistungen keine Punkte gewinnen und nahm daher auch an den Biathlon-Europameisterschaften 2018 in Ridnaun teil, wo sie nur im Sprintrennen über 7,5 km startete und ohne Schießfehler nur den 50. Platz erreichte. Trotzdem wurde die 24-Jährige für die Olympischen Winterspiele 2018 in Pyeongchang nominiert, bestritt dort aber nur die Einzelrennen. Die österreichische Mannschaft schickte keine Damenstaffel ins Rennen, die Mixedstaffel bestritten ihre Mannschaftskolleginnen Lisa Hauser und Katharina Innerhofer. Im folgenden Winter startete Zdouc zunächst bei den zwei ersten Weltcups des Winters auf der Pokljuka und in Hochfilzen, den Rest der Saison jedoch ausschließlich im IBU-Cup sowie bei den Europameisterschaften in Minsk, wo sie als Vierte der Verfolgung ihre erste Medaille auf Seniorenniveau um weniger als zwei Sekunden verpasste. Beim Supersprint in Otepää erreichte sie allerdings mit einem zweiten Platz hinter der Deutschen Anna Weidel am Saisonende ihre erste Podiumsplatzierung im IBU-Cup. Durchmischte Ergebnisse brachte auch die Saison 2019/20, in der die Kärntnerin zwischen IBU- und Weltcup pendelte. Ihre einzigen Weltcuppunkte gewann sie als 25. des Einzels von Östersund, in Staffelrennen ging es zweimal auf Rang sieben. Weitere Erfolge blieben weitestgehend aus, auch bei der WM resultierte nur der 64. Rang im Sprint.

### Durchbruch mit WM-Medaille und Top-10-Ergebnis

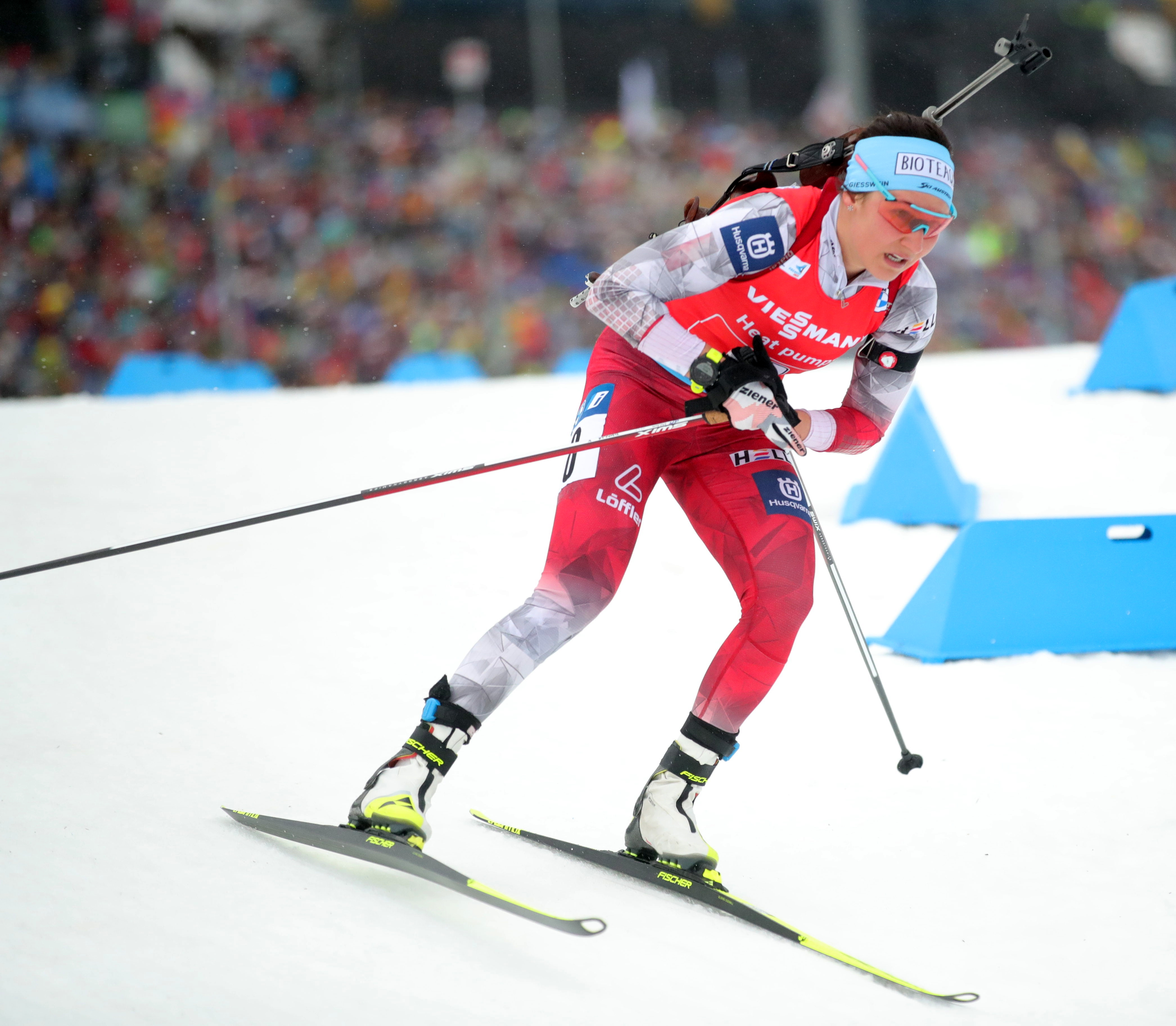
Zdouc bei den Weltmeisterschaften 2023 in Oberhof

In Vorbereitung auf die Saison 2020/21 gewann Zdouc bei den nationalen Meisterschaften zwei Medaillen und zeigte sich auch im Winter deutlich formverbessert. Zdouc zeigte konstant gute Leistungen und lief bis zur WM in ausnahmslos jedem Wettkampf in die Weltcuppunkteränge. Darunter fiel auch ihr erstes Top-Ten-Ergebnis beim Einzel in Antholz, wo sie lediglich den letzten Schuss neben das Ziel setzte. Bei den Weltmeisterschaften 2021 auf der Pokljuka gelang ihr dann der größte Erfolg, mit Lisa Hauser, David Komatz und Simon Eder gewann sie im Mixedstaffelrennen dank nur zweier Nachlader des gesamten Teams Silber und damit ihre erste Medaille bei einem internationalen Großereignis im Seniorenbereich. Zudem gelang es ihr in der Verfolgung, mit fehlerfreiem Schießen auf Platz 11 zu laufen, im Verlauf des Winters qualifizierte sie sich außerdem für insgesamt vier Massenstarts. Im Gesamtweltcup konnte sie sich deutlich auf Platz 25 verbessern. Die Erwartungen konnte Zdouc im Winter 2021/22 nicht erfüllen. Nach einem durchwachsenen Start verpasste sie aufgrund einer Coronainfektion den gesamten Januar und konnte sich nur gerade so für die Olympischen Spiele qualifizieren. Im letzten Trimester hingegen zeigte sie ansprechende Leistungen, lief im Verfolger von Kontiolahti zu ihrer zweiten Top-10-Platzierung und qualifizierte sich in Oslo für einen weiteren Massenstart.
Den Winter 2022/23 schloss Zdouc als 38. der Gesamtwertung ab und lief im Gegensatz zum Vorjahr wieder konstant in die Punkteränge. Ihr bestes Saisonresultat erzielte die Österreicherin als 14. des Einzels bei den Weltmeisterschaften in Oberhof, an selber Stelle verpasste sie eine weitere Medaille mit der Mixedstaffel nur um gut drei Sekunden. Auch mit der Damenstaffel stellte man mit zwei fünften Rängen neue Bestmarken auf, zunächst mit Anna Gandler, Anna Juppe und Julia Schwaiger in Antholz, kurz darauf auch im WM-Rennen mit Gandler, Juppe und Lisa Hauser.

## Leistungen in den Teildisziplinen
Die größte Stärke in der Karriere von Dunja Zdouc ist ihre Qualität am Schießstand. So gehört sie mit Ausnahme der Saison 2019/20 seit mehreren Jahren zu den besten fünf Schützinnen des Feldes und ist, daraus resultierend, bisher vor allem in Einzel- und Verfolgungswettkämpfen am erfolgreichsten. Im Gegenzug ist ihre Qualität in der Loipe oftmals verbesserungswürdig, mit Laufleistungen rund zwei Prozent unter dem Durchschnitt kann sie sich vor allem in Sprintrennen bessere Ergebnisse verbauen. In ihrem besten Winter 2020/21 konnte sich Zdouc um zwei Prozentpunkte steigern und war somit in der Spur etwa durchschnittsgleich unterwegs.

## Persönliches
Dunja Zdouc stammt aus Radsberg und startet für die DSG Sele/Zell. Sie ist Angehörige der slowenischen Volksgruppe in Kärnten. Ab 2009 besuchte sie das Skigymnasium Saalfelden. Zdouc ist Sportlerin des Heeressportzentrums des Österreichischen Bundesheers. Als Heeressportlerin trägt sie derzeit den Dienstgrad Korporal.

## Statistiken

### Weltcupplatzierungen
Die Tabelle zeigt alle Platzierungen (je nach Austragungsjahr einschließlich Olympische Spiele und Weltmeisterschaften).
- 1.–3. Platz: Anzahl der Podiumsplatzierungen
- Top 10: Anzahl der Platzierungen unter den ersten zehn (einschließlich Podium)
- Punkteränge: Anzahl der Platzierungen innerhalb der Punkteränge (einschließlich Podium und Top 10)
- Starts: Anzahl gelaufener Rennen in der jeweiligen Disziplin
- Staffel: inklusive Mixed- und Single-Mixed-Staffeln

| Platzierung               | Einzel | Sprint | Verfolgung | Massenstart | Staffel | Gesamt |
| ------------------------- | ------ | ------ | ---------- | ----------- | ------- | ------ |
| 1. Platz                  |        |        |            |             |         |        |
| 2. Platz                  |        |        |            |             | 1       | 1      |
| 3. Platz                  |        |        |            |             |         |        |
| Top 10                    | 1      |        | 1          |             | 28      | 30     |
| Punkteränge               | 8      | 20     | 19         | 6           | 42      | 95     |
| Starts                    | 18     | 53     | 26         | 6           | 43      | 146    |
| Stand: Saisonende 2022/23 |        |        |            |             |         |        |

### Olympische Winterspiele
Ergebnisse bei Olympischen Winterspielen:
|                                             | Einzelwettbewerbe | Einzelwettbewerbe | Einzelwettbewerbe | Einzelwettbewerbe | Staffelwettbewerbe | Staffelwettbewerbe |
| Einzel                                      | Sprint            | Verfolgung        | Massenstart       | Damenstaffel      | Mixedstaffel       |                    |
| ------------------------------------------- | ----------------- | ----------------- | ----------------- | ----------------- | ------------------ | ------------------ |
| Olympische Winterspiele 2018 \| Pyeongchang | 58.               | 48.               | 58.               | –                 | –                  | –                  |
| Olympische Winterspiele 2022 \| Peking      | –                 | 85.               | –                 | –                 | 9.                 | –                  |

### Biathlon-Weltmeisterschaften
Ergebnisse bei den Weltmeisterschaften:
| Weltmeisterschaften | Weltmeisterschaften | Einzelwettbewerbe | Einzelwettbewerbe | Einzelwettbewerbe | Einzelwettbewerbe | Staffelwettbewerbe | Staffelwettbewerbe | Staffelwettbewerbe |
| Jahr                | Ort                 | Einzel            | Sprint            | Verfolgung        | Massenstart       | Damenstaffel       | Mixedstaffel       | S.-M.-Staffel      |
| ------------------- | ------------------- | ----------------- | ----------------- | ----------------- | ----------------- | ------------------ | ------------------ | ------------------ |
| 2015                | Kontiolahti         | 30.               | 17.               | 22.               | 29.               | 10.                | –                  | nicht ausgetragen  |
| 2016                | Oslo                | 52.               | 58.               | 28.               | –                 | 12.                | 5.                 | nicht ausgetragen  |
| 2017                | Hochfilzen          | 11.               | 47.               | 42.               | –                 | DSQ                | –                  | nicht ausgetragen  |
| 2020                | Antholz             | –                 | 64.               | –                 | –                 | –                  | –                  | –                  |
| 2021                | Pokljuka            | 42.               | 38.               | 11.               | –                 | 7.                 | 2.                 | –                  |
| 2023                | Oberhof             | 14.               | 45.               | 43.               | –                 | 5.                 | 4.                 | –                  |

### Juniorenweltmeisterschaften
Ergebnisse bei den Juniorenweltmeisterschaften:
| Weltmeisterschaften | Weltmeisterschaften | Einzel | Sprint | Verfolgung | Staffel |
| Jahr                | Ort                 | Einzel | Sprint | Verfolgung | Staffel |
| ------------------- | ------------------- | ------ | ------ | ---------- | ------- |
| 2011                | Nové Město          | 17.    | 32.    | 23.        | 9.      |
| 2013                | Obertilliach        | 19.    | 22.    | 7.         | 9.      |
| 2014                | Presque Isle        | 11.    | 11.    | 10.        | 3.      |
| 2015                | Minsk               | 4.     | 32.    | 15.        | 5.      |